# Immanuel Bonfils
Immanuel ben Iacob Bonfils (1300(?) – 1377) a fost un matematician și astronom evreu.
A trăit în Orange, Franța și mai târziu în Tarascon.
A studiat matematica și astronomia din lucrările lui Gersonides și Al-Battani.
A fost primul care a încercat să introducă fracțiile zecimale în calculele matematice.
Într-un mic tratat intitulat Derekhi luk (Calea împărțirii), scris în ebraică, a construit un sistem de fracții în care unitatea se împarte în zece prime, prima în zece secunde etc., până la infinit.
Pentru aceste fracții a formulat regulile de înmulțire și împărțire.